# دبیرستان جم
دبیرستان جم اين دبيرستان در شهر كرمان قرار دارد و مربوط به اواخر دوره قاجار است و توسط مبلغين مسيحي انگليسي در سال ١٢٧٦ شمسي و در حدود ده سال قبل از انقلاب مشروطيت ايران به نام دبيرستان مرسلين(انگليسي) در محل كنسولگري انگليس در كرمان انتهاي كوچه شماره ١٧ خيابان زريسف تأسيس شد. 
اين دبيرستان بعدها به عمارت باغ دولتي خوابگاه ژاندارمري در محل فعلي اداره كل آموزش و پرورش استان كرمان در خيابان معلم(سرگرد سخايي) منتقل شد و سپس در سال ١٣٠٥ به محل فعلي آن در خیابان سپهبد قرنی(جم) كه محل يگان نظامي پليس جنوب بود و ساختمان اصلي آن محل فعلي پژوهشكده تعليم و تربيت در كوچه ٦ خيابان قرني مي باشد منتقل شد و به دبيرستان جم تغيير نام داد.
دبيرستان جم از سال ١٣٢٠ با دبيرستان پهلوي ادغام شد و به نام جم- پهلوي ناميده شد و از سال ١٣٢٥ نام جم از روي دبيرستان برداشته شد و تا انقلاب ٥٧ به نام دبيرستان پهلوي بود و از آن سال تا به امروز نيز به نام دبيرستان امام خميني مي باشد.
این اثر در تاریخ ۲۸ دی ۱۳۷۹ با شمارهٔ ثبت ۲۹۶۶ به‌عنوان یکی از آثار ملی ایران به ثبت رسیده است.
در جنگ تحمیلی ایران با عراق ۲۷ شهید از این مدرسه تقدیم نظام مقدس جمهوری اسلامی ایران گردید. 